# Эйснер, Бруно
Бруно Эйснер (нем. Bruno Eisner; 6 декабря 1884, Вена — 26 августа 1978, Нью-Йорк) — австрийско-немецкий пианист, педагог.
Его отец Адольф Эснер происходил из Венгрии, работал бухгалтером; мать — Роза Эйснер (урождённая Зильберштейн) — происходила из Моравии. Начал заниматься музыкой в восьмилетнем возрасте, в шестнадцать лет поступил в Венскую консерваторию; среди его учителей, в частности, Роберт Фишхоф.
Дебютировал как пианист в 1903 г., в 1905 г. занял второе место на Рубинштейновском конкурсе, проходившем в Париже. С этого времени началась интенсивная концертная деятельность Эйснера в различных городах Германии. В 1910—1914 гг. преподавал в Консерватории Штерна и затем жил преимущественно в Берлине, гастролируя в разных странах, от Швеции до Палестины, как солист и ансамблист. Исполнял премьеры фортепианных произведений современных немецких композиторов (Пауль Дессау, Бертольд Гольдшмидт и др.). В 1930—1933 гг. преподавал в Берлинской высшей школе музыки. Редактировал издания фортепианных произведений Карла Марии Вебера. Играл вместе с Квартетом Розе, выступал в дуэте с Карлом Флешем, вместе с ним переложил для скрипки и фортепиано знаменитую арию Георга Фридриха Генделя «Dignare, o Domine». Вместе с Бруно Эйснером, Леонидом Крейцером и Францем Осборном записал концерт для четырёх клавиров с оркестром Антонио Вивальди (Берлинский филармонический оркестр, дирижёр Хайнц Унгер).
После прихода к власти нацистов из-за еврейского происхождения был вынужден эмигрировать в США, преподавал в Индианском университете, затем в Университете Колорадо.